# بيير لابري
بيير لابري هو كاتب وكاتب للأطفال وشاعر كندي، ولد في 23 أبريل 1972 في مون جولي في كندا.